# Humphrey Bogart
Humphrey DeForest Bogart (Nova Iorque, 25 de dezembro de 1899 — Los Angeles, 14 de janeiro de 1957) foi um ator de cinema e teatro dos Estados Unidos, eleito pelo American Film Institute como a maior estrela masculina do cinema norte-americano de todos os tempos.
Conhecido pelo público como Harry, Bogie ou Bogey (preferia ser chamado de Bogie), é considerado um dos grandes mitos do cinema e ganhou o Oscar de melhor ator de 1951 por seu papel em The African Queen. Morreu em 1957 vítima de câncer.
Dentre seus filmes de maior sucesso estão The Maltese Falcon, The Treasure of the Sierra Madre e Casablanca.
Em 1996, foi eleito como a maior estrela do cinema mundial pela Entertainment Weekly.

## Primeiros anos
Batizado como Humphrey DeForest Bogart, ele era o filho mais velho de Belmont DeForest Bogart e Maud Humphrey. Seu pai era um médico cirurgião e a mãe artista gráfica de sucesso. Viveu confortavelmente no bairro de Upper West Side, em Nova York, e estudou em uma escola particular prestigiada, a Trinity School, e posteriormente na Escola preparatória Phillips Academy em Andover, Massachusetts. A princípio pensou em estudar medicina na Universidade de Yale, mas seus planos não se concretizaram por ter sido expulso da escola preparatória por comportamento rebelde. Depois disso dirigiu caminhões por algum tempo.
Por ter nascido no Natal de 1899, Bogie foi batizado como "o homem do século passado". Bogart se alistou na Marinha para combater na Primeira Guerra Mundial. Em 1918, o barco onde estava foi atacado por submarinos e um fragmento de madeira rasgou sua boca, afetando sua maneira de falar para o resto da vida.

## Início da carreira

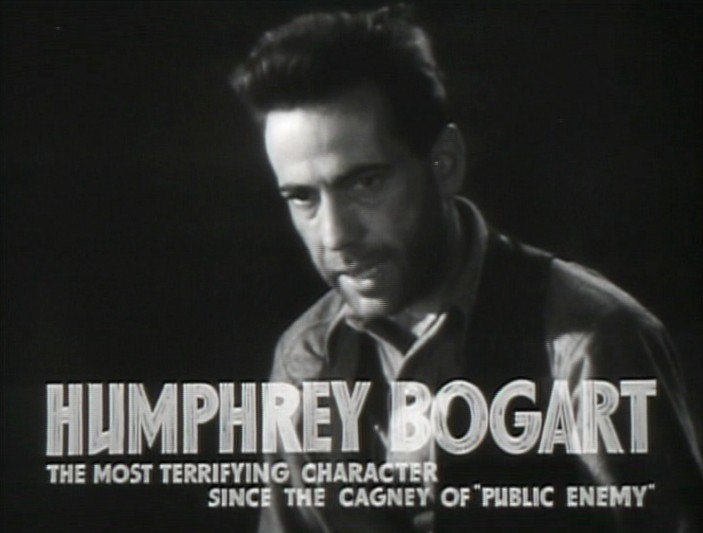
Humphrey Bogart como Duke Mantee

Humphrey Bogart começou sua carreira nos palcos do Brooklyn em 1921, sem nunca cursar aulas de teatro. Entre 1922 e 1925, apareceu em 21 produções da Broadway. Na época, Bogart conheceu Helen Menken. Eles se casaram em 1926 e se separaram um ano depois. Em 1928 ele se casou com a atriz Mary Philips.
Em 1934 Bogart atuou na peça "Invitation to a Murder". O produtor Arthur Hopkins o viu na peça e o escolheu para fazer parte do elenco de The Petrified Forest. A peça teve 197 apresentações em Nova York, Bogart representou o papel de Duke Mantee. Para esse personagem, um sinistro e perigoso fugitivo da cadeia, Bogart ousou na interpretação, fazendo com que o personagem andasse lentamente e encurvado, pois, segundo ele, era como ficaria se ficasse longos anos presos à correntes e bolas de aço que se usava nos presídios da época.
Quando a Warner Bros comprou os direitos da peça para filmá-la, assinou contrato com o protagonista Leslie Howard. A Warner iniciou então testes para o papel de Duke Mantee, Howard insistiu na contratação de Bogart. Sendo assim, em 1936 o filme The Petrified Forest foi lançado, contando ainda com a participação de Bette Davis.Bogart recebeu excelentes elogios.
Mary Philips recusou-se a seguir o marido até Hollywood e pouco depois eles acabaram se divorciando. Em 1938 Bogart casa-se pela terceira vez, agora com a atriz Mayo Methot. O casamento com Mayo foi desastroso, ela era paranoica quando bebia e convencida que o marido a traía gerava várias discussões (o "ponto final" no casamento deles foi provavelmente Casablanca (1943), quando Mayo o acusou de ter um caso com Ingrid Bergman. Mas Bogie ia segurar o casamento até sua "válvula de escape", Betty "Lauren" Bacall). No filme "Casablanca" surgiu uma das lendas do cinema, a frase que ficaria famosa e que Bogart nunca a disse: -Toque de novo Sam! (no original: Play it again, Sam!)
Em 1938 Bogart apareceu em um musical chamado Swing Your Lady no papel de um promoter. No ano posterior apareceu no filme The Return of Doctor X. Ambos filmes sem muita projeção. Entre 1936 e 1940, a Warner não lhe deu bons papéis, mas ele mesmo assim não recusava os papéis que lhe eram dados para não ser dispensado. Ele fez filmes como Racket Busters, San Quentin e You Can't Get Away With Murder. Seu melhor papel da época foi em Dead End de 1937. Também trabalhou em vários filmes como ator (coadjuvante/secundário), entre eles o sucesso Angels with Dirty Faces. Uma característica de seus papéis dessa época, era a de que ele "morria" em quase todos os filmes.

## Início do sucesso
Em 1941 Bogart atuou como protagonista em High Sierra, um roteiro que teve a participação de John Huston, seu parceiro de farra. No mesmo ano, também atuou no clássico film noir Relíquia Macabra, com John Huston assumindo a direção. Neste filme, ele fez o papel de Sam Spade, um investigador particular. O filme foi considerado pelo crítico de cinema Roger Joseph Ebert e pela revista Entertainment Weekly como um dos melhores filmes de todos os tempos e recebeu três indicações ao Oscar.
Depois de tantos filmes de gangsters, policiais, bandidos e mocinhos, Bogart pela primeira vez fez um filme romântico/dramático, Casablanca. Lançado em 1942, o filme é um dos maiores clássicos do cinema mundial. Interpreta Rick Blaine, o dono de um clube na cidade de Casablanca no Marrocos. Durante as filmagens, ele e Ingrid Bergman, a protagonista feminina, quase não se falaram. Ela diria tempos depois: "Eu o beijei mas nunca o conheci". Bogart foi indicado ao Oscar de melhor ator mas não venceu, embora Casablanca tenha vencido na categoria de melhor filme.

## Bogart e Lauren Bacall
Durante as filmagens de To Have and Have Not em 1944, Bogart conheceu aquela que seria sua quarta esposa e a que lhe traria o casamento mais feliz, a jovem atriz Lauren Bacall, ou Baby (como a chamava por ser 25 anos mais nova). Eles se casaram em 1945 e fizeram no ano seguinte o filme The Big Sleep já como marido e mulher.
Em 6 de janeiro de 1949, Lauren deu à luz o primeiro filho do casal, Stephen Humphrey Bogart (apelidado de Steve, em honra ao personagem de Bogie em To Have and Have Not) e depois, em 23 de agosto de 1952, eles tiveram uma menina, Leslie Howard Bogart. O nome foi em homenagem ao ator Leslie Howard que ajudou Bogart no início da carreira.
Hoje Stephen tem três filhos, Jamie e Richard e uma menina (agora modelo) Brooke.

## Momentos finais

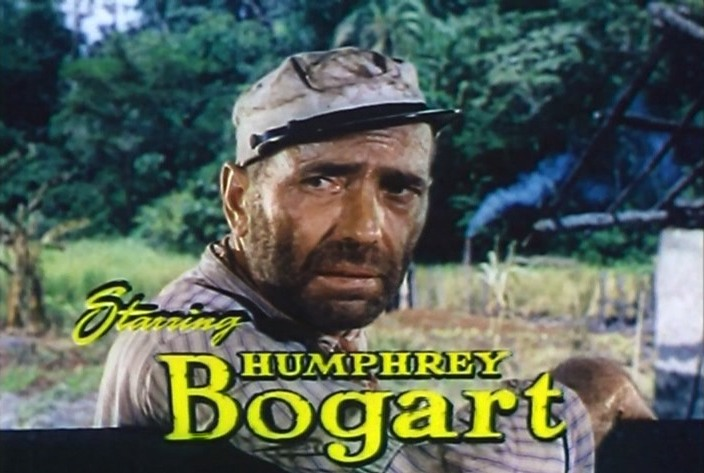
Bogart em "The African Queen" de 1951

De 1943 até 1955, Bogart fez vários filmes interpretando diferentes personagens. Em 1949, ele fundou sua própria produtora, a Santana Productions.
No ano de 1951, Bogart fez o filme The African Queen contracenando com Katharine Hepburn num duelo memorável de interpretações e dirigido por John Huston. Este foi seu primeiro filme colorido e seu trabalho como o barqueiro Charlie Alnutt fez com que conquistasse finalmente o Oscar de melhor ator.
Em 1954, filmou The Caine Mutiny, baseado no livro homônimo de Herman Wouk, que ganhou o Prêmio Pulitzer em 1951, no papel do esquizofrênico Capitão Queeg. No mesmo ano ainda participou de Sabrina com Audrey Hepburn e William Holden e de The Barefoot Contessa, com Ava Gardner.
Seu último trabalho foi em The Harder They Fall de 1956 no papel de Eddie Willis, um jornalista esportivo que vira promotor de boxe.

## Morte
Bogart bebia e fumava muito e teve câncer no esôfago. Em 1956, fez uma cirurgia para retirar o esôfago e dois linfonodos, porém o câncer continuou se espalhando, fato que o levou à morte no dia 14 de janeiro de 1957. Encontra-se sepultado no Forest Lawn Memorial Park (Glendale), Glendale, Los Angeles, nos Estados Unidos.

## Filmografia
| - 1928 - The Dancing Town (curta-metragem) - 1930 - Broadway's Like That (curta-metragem) - 1930 - Up the River - 1930 - A Devil With Women - 1931 - Body and Soul - 1931 - The Bad Sister - 1931 - A Holy Terror - 1932 - Love Affair - 1932 - Big City Blues - 1932 - Three on a Match - 1934 - Midnight - 1936 - The Petrified Forest - 1936 - Bullets or Ballots - 1936 - Two Against the World - 1936 - China Clipper - 1936 - Isle of Fury - 1937 - Black Legion - 1937 - The Great O'Malley - 1937 - Marked Woman - 1937 - Kid Galahad - 1937 - San Quentin - 1937 - Dead End - 1937 - Stand-In - 1938 - Swing Your Lady - 1938 - Crime School - 1938 - Racket Busters - 1938 - Men Are Such Fools - 1938 - The Amazing Dr. Clitterhouse - 1938 - Angels with Dirty Faces - 1939 - Swingtime in the Movies (curta-metragem) - 1939 - King of Underworld - 1939 - The Oklahoma Kid - 1939 - Dark Victory - 1939 - You Can't Get Away With Murder - 1939 - The Roaring Twenties - 1939 - The Return of Doctor X - 1939 - Invisible Stripes - 1940 - Virginia City - 1940 - It All Came True - 1940 - Brother Orchid - 1940 - They Drive by Night | - 1941 - High Sierra - 1941 - The Wagons Roll at Night - 1941 - The Maltese Falcon - 1942 - All Through the Night - 1942 - The Big Shot - 1942 - Across the Pacific - 1942 - Casablanca - 1943 - Action in the North Atlantic - 1943 - Thank Your Lucky Stars - 1943 - Sahara - 1944 - Passage to Marseille - 1944 - To Have and Have Not - 1945 - Conflict - 1946 - Two Guys From Milwaukee - 1946 - À Beira do Abismo (1946)The Big Sleep - 1947 - Dead Reckoning - 1947 - The Two Mrs. Carrolls - 1947 - Dark Passage - 1948 - The Treasure of the Sierra Madre - 1948 - Always Together - 1949 - Key Largo - 1949 - Knock on Any Door - 1949 - Tokyo Joe - 1950 - Chain Lightning - 1950 - In a Lonely Place - 1951 - The Enforcer - 1951 - Sirocco - 1951 - The African Queen - 1952 - U.S. Savings Bonds Trailer - 1952 - Deadline - U.S.A. - 1953 - Battle Circus - 1953 - Beat the Devil - 1954 - The Love Lottery - 1954 - The Caine Mutiny - 1954 - Sabrina - 1954 - The Barefoot Contessa - 1955 - We're No Angels - 1955 - The Left Hand of God - 1955 - The Desperate Hours - 1956 - The Harder They Fall |